# Mathias Rust

Mathias Rust și avionul său Cessna 172, în Piața Roșie, la scurt timp după aterizare

Mathias Rust (n. 1 iunie 1968, Wedel, Republica Federală Germania, Germania) este un aviator german cunoscut pentru violarea spațiului aerian al URSS și aterizarea ilegală în Piața Roșie din Moscova pe 28 mai 1987. Fiind pilot amator în acea vreme, el a zburat din Finlanda spre Moscova, reușind să treacă de interceptoarele și apărarea aeriană sovietică, într-un final aterizând în apropiere de Catedrala Sfântul Vasile din Moscova, în Piața Roșie, lângă Kremlin.
Rust spunea că a vrut să creeze un "pod imaginar" către Est și că zborul său avea drept scop reducerea tensiunii și suspiciunilor dintre cele două tabere ale Războiului Rece.
Ca urmare a acestui incident, Ministrul Apărării al URSS, mareșalul Serghei Sokolov, și comandantul Forțelor de Apărare Aeriană ale URSS, fost combatant în cel de-al Doilea Război Mondial, Alexandr Koldunov — au fost demiși.
Rust a fost acuzat de huliganism, trecerea ilicită a hotarului de stat și încălcarea legislației aeronautice naționale a URSS. El a fost condamnat la patru ani de închisoare, dar, deja la 3 august 1988 s-a reîntors în RFG după ce președintele prezidiului consiliului de stat al URSS Andrei Gromîko a semnat un decret de amnistiere în privința sa. Rust a petrecut atunci în închisoare în total (arest preventiv și detenție) 432 de zile.

Traseul zborului